# Союз спасения Чечни
Союз спасения Чечни — антибольшевистское объединение чеченских националистов, сформировавшееся 24 сентября 1919 года с целью очищения Чечни от большевиков и группировок Узун-Хаджи.

## Становление

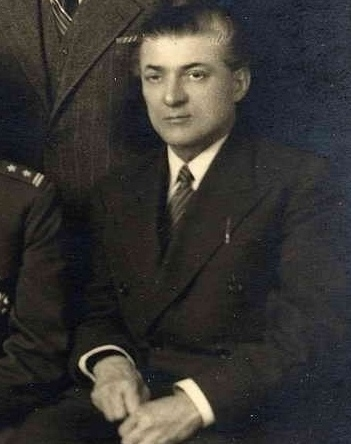
Ибрагим Чуликов

24 сентября 1919 года под руководством Ибрагима Чуликова в Грозном прошло собрание представителей крупнейших чеченский обществ, на котором было объявлено о создании комитета «по очищению Чечни от большевиков и банд Узун-Хаджи». Председателем комитета был избран Чуликов, товарищем председателя — Ахмет Цутиев, членами комитета стали Ахмат-хан Эльмурзаев, Магомат Мациев, Умар Хамирзоев, Эмби Исламов, Абубакар Мирзоев, Эши Яндаров и другие.

## Военная операция по очищению Чечни
В начале октября 1919 года было объявлено о начале военной операции по очищению Чечни.
3 октября отряды Чуликова заняли Урус-Мартан. Оттуда они двинулись к селениям Старые и Новые Атаги. После непродолжительного боя селения были взяты.
7 октября Узун-Хаджи направил своим отрядам, находившимся в селениях Дуба-Юрт и Воздвиженском, подкрепление в количестве 500 человек. Зная, что они уступают противнику по численности, Чуликов выдвинул требования к жителям селений Старые и Новые Атаги выставить в его распоряжение по 250 всадников, а у жителей селения Гойты было запрещено 400 всадников.
Когда подкрепление прибыло, Чуликов повел свои отряды на Воздвиженскую и после короткого боя его отряд занял селение, потеряв при этом 11 человек. Оттуда Чуликов последовал далее за отступающим противником и захватил Дуба-Юрт, выбив оттуда Узун-Хаджи. Затем, значительно усилив свой отряд, двинулся для занятия столицы Чечни.
17 октября отряд Чуликова совершил обходное движение большевистских группировок, находившихся в районе Воздвиженской. По горным тропинкам войска Чуликова вышли между аулами Чишки и Лаха-Варанды в тыл группе Николая Гикало и заняли позицию у горы Коло-Корт. После этого Гикало со своим отрядом оставил Воздвиженскую и засел в Шаро Аргунским ущелье.
Военная операция завершилась 20 октября, практически вся плоскостная Чечня была освобождена от большевиков и группировок Узун-Хаджи. Жители расположенных между Шатоем и Ведено горных сёл прислали к Чуликову своих представителей, которые дали ему обязательство не допускать в свои аулы узун-хаджинцев и большевиков.